# Кильбо (река)
Кильбо — река в России, протекает по территории Сосновецкого и Летнереченского сельских поселений Беломорского района Республики Карелии. Длина реки — 22 км, площадь водосборного бассейна — 79,5 км².
Река берёт начало из болота без названия на высоте выше 110,4 м над уровнем моря.
Течёт преимущественно в юго-восточном направлении по заболоченной местности.
Река в общей сложности имеет пять притоков суммарной длиной 9,0 км.
Втекает на высоте 47,2 м над уровнем моря в реку Нижний Выг.
В нижнем течении Кильбо пересекает линию железной дороги Санкт-Петербург — Мурманск.
Населённые пункты на реке отсутствуют.
Код объекта в государственном водном реестре — 02020001312202000006885.

## Фотография
|  |